# Hornostajpol
Hornostajpol (ukr. Hornostajpil) – wieś na Ukrainie, w rejonie wyszogrodzkim obwodu kijowskiego.
Należał do znaczących dóbr, otrzymanych w spadku przez Wacława Hańskiego.
Siedziba dawnej gminy Hornostajpol w powiecie radomyskim a od roku 1919 w czarnobylskim na Ukrainie.